# Carlo Budel
Carlo Budel (Feltre, 9 agosto 1973) è uno scrittore italiano, considerato una celebrità di internet per la sua attività sui social media come gestore di un rifugio alpino sulla Marmolada.
Cresciuto nel bellunese e nel Trentino (a Lavis), ha vissuto a San Gregorio nelle Alpi, nella casa che fu dei nonni materni.
Dopo quasi due decenni di lavoro in fabbrica, ha deciso di cambiare vita: dapprima ha lavorato come lavapiatti e aiuto-cuoco a Malga Ciapela e nel 2017 è stato incaricato, dall'allora responsabile del Rifugio Castiglioni al lago Fedaia, di gestire Capanna Punta Penia sulla Marmolada, il rifugio più alto delle Dolomiti. Da questa vita di montagna è nata un'attività letteraria con la pubblicazione di tre saggi.
La vita quotidiana in cima alla montagna, mostrata tramite Instagram e Facebook, ha raggiunto e superato il milione di visualizzazioni.
Con la stagione estiva 2024 si congeda dall'attività di rifugista, e la gestione della Capanna viene affidata a due nuove persone.

## Pubblicazioni
- Carlo Budel, La sentinella delle Dolomiti, collana Ossigeno, Nuova edizione arricchita con un capitolo inedito, 2ª ed., Ediciclo editore, 2024  [luglio 2019],  pp. 139, ISBN 9788865494677.
- Carlo Budel, Le montagne che vivo, Ediciclo editore, giugno 2021,  pp. 144, ISBN 9788865493359.
- Carlo Budel, 5 stagioni: la mia vita sulla Marmolada, Sperling & Kupfer, 2023,  pp. 195, ISBN 9788820077785.